# Ubiratan Pereira Maciel
Ubiratan Pereira Maciel, también conocido como Bira (São Paulo, 18 de enero de 1944 - Brasilia, 17 de julio de 2002), fue un jugador brasileño de baloncesto. Jugador histórico del baloncesto brasileño, desde el año 2009 es FIBA Hall of Fame a título póstumo. 

## Récord en participaciones y medallas en mundiales
Tiene dos récords en Mundiales, el de participaciones junto con varios jugadores, y el de medallas con cuatro, compartido con otros seis jugadores: los brasileños Amaury Pasos y Wlamir Marques, los yugoslavos Dražen Dalipagić y Krešimir Ćosić y los soviéticos Serguéi Belov y Aleksandr Belostenny.